# 두근두근 메모리얼 4
두근두근 메모리얼 4 (일본어:ときめきメモリアル4)는 2009년 12월 3일 코나미디지털엔터태인먼트에서 PSP로 발매된 연애시뮬레이션 게임이다.
두근두근 메모리얼 시리즈의 4번째 작품으로 이전 작인 두근두근 메모리얼 3 이후 약 8년만의 후속 신작이다.
1 이후 한국어판으로 정식발매된 시리즈이다. 단 한국어판의 경우 UMD케이스와 사용설명서만이 한글이며 게임소프트의 사용언어는 일본어이다.

## 개요
1994년 5월 27일 발매되었던 PC엔진판 《두근두근 메모리얼》(이하 1로 표기)로부터 15년 후의 사립 키라메키 고교와 이 학교가 존재하는 키라메키시가 무대이다.
휴대용 게임기로서는 첫 완전 신작으로 발매되었다.
또한 2010년 2월 10일 이후 PSP 및 PSP go에 대응한 다운로드판이 서비스되고 있다. 7월 15일부터는 "여름할인" 베스트 셀렉션으로 칭해진 염가판이 패키지, 다운로드판 모두 발매되었다.

## 게임 내용
이 게임의 주인공(플레이어)은 가공의 사립고등학교인 "키라메키 고교"에 입학한 남학생이다. 주인공은 입학식 날에 교정 한켠에 있는 전설의 나무라 불리는 커다란 벚나무를 보게 된다. 그리고 옆에 앉아 있던 급우 호시카와 마키에게 "전설의 나무라 불리는 나무 밑에서 졸업식 날에 맺어진 연인은 영원히 행복해 진다"라는 키라메키 고교의 전설을 듣게 된다.
주인공은 마키나 다른 히로인에게 졸업식 날에 전설의 나무 밑에서 고백을 받는 것을 목표로 공부나 스포츠 용모 등을 나날히 단련하고 절차탁마해나간다.
이번 작의 기동 후 일정시간 조작하지 않으면 시작되는 오프닝 무비는 메인 히로인 1명을 담당하는 호시카와 마키의 나레이션으로 시작되며 오프닝 테마인 손바닥의 용기(手のひらの勇気)가 흘러나온다.

## 게임 특징
게임의 기본 내용은 이전 작과 마찬가지로 커맨드 결정 시의 평일, 휴일의 구분은 《1》, 《2》, 《걸즈사이드 1st》, 《걸즈사이드 2nd》와 마찬가지로 월-토를 평일, 일요일과 공휴일을 휴일로 하고 있다. 또한 졸업식은 《3》와 마찬가지로 3월 중순에 치러진다. 육성 커맨드에 관해선 《걸즈사이드》시리즈와 마찬가지로 아르바이트가 추가되어 있다. 또한 파라미터에선 컨디션과 스트레스가 컨디션 하나로 통합되어있고 《걸즈사이드》처럼 "자금"(소지금)이 설정되어있다.
본작에선 "특기"가 새롭게 추가되었다. 특기를 습득하여 실천해서 파라미터를 올리거나 데이트에 쉽게 불러내는 등 다양한 효과를 얻을 수 있다. 특기는 커맨드를 실행함으로써 얻을 수 있는 경험치와 맞바꾸어 습득하며 한번에 6개까지 실천이 가능하다. 단 습득, 실천은 한 학기에 한번씩만 할 수 있다. 또 여학생 중에는 독자적인 특기를 가진 경우도 있다.
《1》과 마찬가지로 졸업식 날에 전설의 나무 밑에서 히로인에게 고백을 받는 것이 게임을 클리어하는 목적인데 《2》에 등장한 시라유키 마호같은 작품의 전설의 장소와는 다른 전설의 장소에서 고백하는 히로인도 등장한다. 또한 본작에서는 전설이 존재하지 않는 장소에서 고백하는 히로인도 있다. 이는 시리즈에서는 첫 사례이다.
세가새턴판 《1》에 장비되어있던 주인공이 마음 속의 히로인에게 고백하는 이벤트가 약 13년만에 이번 작에서 부활했다. 단 조건으로써 특정 특기를 습득, 실천해야 한다. 그러나 실천해도 주인공이 고백하기 직전에 마음에 두고 있던 히로인이 말을 막으며 결국은 히로인이 먼저 고백을 하게 된다.
《3》와는 다른 캐릭터 묘사에 폴리곤은 사용하지 않았는데 실리콘 스튜디오의 모션포트레이트에 의한 표정의 미묘한 변화가 묘사되어있다.
등장 캐릭터가 플레이어 캐릭터의 이름을 부를 때의 음성 합성 엔진은 《2》, 《3》의 EVS를 대신하여 아르카디아에서 개발한 "SpeeCAN"을 사용하고 있다. 또한 음성합성 데이터 합성 시엔 네트워크 접속이 필요하다.
플레이스테이션 네트워크에 접속하여 플레이스테이션 스토어에서 오프닝 무비, 엔딩곡, 게임 속 BGM의 다른 버전을 유료로(일부 무료) 받을 수 있다.
본작에서 사용하고 있는 PSP본체의 메모리스틱 듀오에 《1》(단 UMD로 발매된 패키지판 전용. 게임아카이브의 다운로드판은 미적용), 《오오카미카쿠시》의 세이브데이터가 들어있는 경우 연동하여 특정 아이템을 취득할 수 있다.
또한 PSP 본체에 캠을 접속한 경우 본작에서 클리어한 캐릭터를 감상하는 쇼 룸에서 캐릭터의 시선을 플레이어에게 맞추는 요소가 있다.
이번 작의 이벤트 중 일부 음성은 바이노럴 입체음향이 채용되어있으서 헤드폰을 사용하여 한층 더 분위기를 즐길 수 있다.

## 과거 작품과의 연관
1994년 《1》로부터 15년 후라는 설정이며 무대도 《1》과 같은 키라메키 고교와 키라메키시인데 이전 3작품의 등장인물은 이번 작에서 등장하지 않는다 (등장인물의 대사나 체육대회의 기록에 이름이 적혀있는 정도). 하지만 이전 3작품의 데이트 장소와 똑같은 장소나 《1》의 이주인 레이의 자택에서 열리는 크리스마스 파티이벤트가 《1》, 《2》와 마찬가지로 존재하거나 작중에 등장하는 아이템 중에도 이전 3작품을 연상시키는 것이 존재하는 등 세계관의 공유나 이전 3작품과의 연관은 곳곳에서 의식할 수 있다.
이름은 등장하지 않지만 과거 작품의 히로인의 존재를 연상시키는 묘사나 본작의 등장인물 대사 속에 몇 군데 존재한다. 이를테면 메인히로인 중 1명인 사츠키 유우가 가끔씩 입에 담는 "목표로 삼고 있는 친척 여성"의 특징이 《1》에서 메인히로인이 었던 후지사키 시오리와 흡사하다는 점이다.
또 《2》의 무대인 히비키노 고교와 《3》의 무대인 모에기노 고교, 《걸즈사이드 1st》, 《걸즈사이드 3rd》의 무대인 하바타키 학원과 《온라인》에서 사용된 서버 이름이 운동부 시합에 등장하는 라이벌 학교의 이름으로 등장한다.

### 풍화된 전설
앞에서 서술한 것처럼 《1》로부터 15년의 세월이 흘렀고 키라메키 고교에 전해지는 전설의 나무의 전설의 내용이 《1》시대에서는 "졸업식 날에 여학생으로부터 고백을 받아 맺어진 연인은 영원히 행복해진다"였는데 대하여 본작의 시대에서는 전설의 내용부터 "여학생으로부터의 고백" 부분이 빠져있으며 시간의 흐름과 아울러 전설이 풍화되었다는 것을 확인 할 수 있다. 정확한 전설의 나무의 전설을 알고 있는 히로인은 《1》의 주인공과 전설의 나무 밑에서 맺어진 후지사키 시오리의 친척으로 시오리로부터 이야기를 들은 사츠키 유우, 마찬가지로 전설의 나무 밑에서 맺어진 부모 사이에서 태어난 오오쿠라 미야코, 코오리야마 아키와 엘리사 D 나루세, 나나카와 루이 5명 뿐이다.
《2》의 무대인 히비키노 고교에 전해지는 전설의 종의 전설이 《2》시대에서 이미 풍화되어 있다는 것을 본작에서 시사하고 있다. 《2》에서 이야기하는 내용이 "졸업식 날 전설의 종소리로 축복을 받은 커플은 영원히 행복해진다"였던 것에 대하여 나나카와 루이는 엔딩에서 "졸업식 날에 여학생으로부터 고백을 받아 맺어진 연인들은 전설의 종소리의 축복을 받으면 영원히 행복해진다"라는 내용으로 정확한 전설의 종의 내용이라고 이야기한다.

## 모바일
본작의 모바일판. 본편의 발매와 마찬가지로 2009년 12월 3일부터 i모드판, 2010년 2월 17일부터 야후휴대전화판, 2010년 2월 25일부터 EZweb판이 무료체험판으로 서비스되었다.
스토리와 주요 캐릭터는 모바일 오리지널로 게임의 설정기간은 1개월이다. 설정에선 게임본편과 세계관을 공유하고 있는데 게임 본편의 키라메키 고교에는 존재하지 않는 농구부가 존재하는 등 (《1》에서는 존재) 모순이 있다.

## 등장인물
키라메키 고교에는 주인공들이 입학하는 2009년부터 교복이 블레이저로 변경되었으며 게임에서도 주인공이나 동급생은 신형교복을 입고있는데 이에 반해 유우같은 상급생은 세일러복 형태의 구형교복(《1》과 거의 동일)으로 등장한다.
주인공
목소리:없음(게임)/아사누마 신타로(OVA)
플레이어 캐릭터. 이름, 생일, 혈액형은 이야기 초반에서 임의로 설정한다. 미야코와는 초등학교부터 소꿉친구. 시리즈 역대 주인공에 비하여 둔감한 성격으로 본인은 이를 자각하지 않고 있다. 미야코의 공략과정에서 이것이 현저히 나타난다. OVA판에서는 등장이 적다.

### 여성 캐릭터
호시카와 마키(星川 真希)
목소리:오오가메 아스카
메인히로인 중 한명. 주인공과 동급생으로 반장. 싹싹하고 누구나 좋아하는 상냥한 성격의 인물. 츠구미와는 초등학교부터 친구. 나중에는 학생회에 소속되어 2학년 때 사츠키 유우로부터 학생회장직을 인계받는다. 졸업 후엔 간호사 전문학원에 진학한다.
2의 히노모토 히카리와 3의 마키하라 유키코에 이은 "메인히로인은 친해지기 쉽게"라는 컨셉을 기반으로 설정된 히로인이다.
생일은 6월 1일, 혈액형은 A형. 신장 157cm(1학년), 158cm(2학년), 159cm(3학년).

사츠키 유우(皐月 優)
목소리:타키타 쥬리
메인히로인 중 한명. 키라메키 고교 학생회장을 맡고 있으며 성적우수, 스포츠 만능, 용모단정, 품행방정이라는 완벽함을 그린듯한 주인공의 1년 선배.
《1》에서 메인히로인이었던 후지사키 시오리의 친척이며 모든 면에서 완벽한 그녀를 동경하고 있고 많은 면에서 시오리의 영향을 크게 받고 있다. 부친은 키라메키 시의회의원. 카이와는 어릴 때부터 친구. 졸업 후는 일류대학에 진학한다.
진학을 키라메키 고교로 고른 이유는 어릴 때 시오리에게 전설의 나무 이야기를 듣고 거기서 맺어진 시오리와 1의 주인공에게 강한 동경을 품었기 때문이다. 작중에서 그 경위가 자세히 묘사되어 있다. 또한 1의 주인공, 시오리부부와 교류가 있다.
"쇼 룸"에서 들을 수 있는 모노로그는 PS판 1의 오프닝테마로 시오리가 이야기하는 모노로그와 같다. 또 ㅡ녀의 스리사이즈는 시오리의 사이즈와 일치한다. 작중 대사나 이벤트에서도 1의 시오리와 흡사한 것이 많이 등장한다.
사츠키라는 성은 시오리의 성인 후지사키(藤崎)에서 유래했다. 후지사키에서 등나무가 피는 계절(藤の咲く季節), 더욱이 이것이 5월 무렵으로 변화하여 최종적으로 5월의 별칭인 사츠키로 결정하였다.
생일은 10월 14일. 혈액형 A형. 신장 159cm.

고도 츠구미(語堂 つぐみ)
목소리:야하기 사유리
안경을 쓴 독서광 문학소녀. 책에서 배운 지식이 풍부하다. 친구인 호시카와 마키와 친하게 지내는 주인공을 경계한다. 몸이 약하기 때문에 운동을 잘 못한다. 집은 카페를 경영하고 있으며 자신도 가게일을 돕기도 한다. 문예부 소속. 일정 조건을 채우면 모습은 나타나지 않지만 다른 히로인과 데이트 중에 만나는 이벤트가 등장한다(목소리로만 등장). 졸업 후에는 문계전문대학으로 진학한다.
생일은 3월 2일. 혈액형 A형. 신장 155cm.

류코지 카이(龍光寺 カイ)
목소리:마츠우라 치에
학교에서는 그다지 좋지 않은 소문이 돌며 가까이 다가가기 어려운 분위기를 지닌 수수께끼의 여학생. 유우와는 친구관계로 연상이지만 말을 놓고 있다. 수영부에 소속되어 있지만 자신이 하고 싶을 때만 활동하기 때문에 유령부원 상태. 15년 전 키라메키 고교에 재적되어 있던 여성 수영선수(1의 키요카와 노조미)를 동경하고 있다. 졸업 후엔 주인공의 특정 파라미터에 따라 분기가 나뉜다.
생일은 4월 14일. 혈액형 A형. 신장 167cm.

코오리야마 아키(郡山 知姫)
목소리:쇼지 우메카
화학부에 소속되어 있으며 시약 연구를 하고 있다. 주인공의 1년 선배. 지적이며 장신, 어른스러운 분위기를 지니고 있으며 후배 여학생들에게 인기가 있다. 대부분 주인공을 "후배군"이라 부르며 이름으로 부르는 경우는 적다. 편모가정에서 태어나 작은 요리집을 운영하는 모친에게 직접 요리를 배웠기에 요리 실력이 뛰어나다. 제약회사에서 모니터 아르바이트를 하고 있다. 미즈키 하루나와는 지인. 졸업 후엔 이공계전문대학으로 진학한다.
1시대의 전설의 나무 전설을 아는 히로인 중 1명.
생일은 7월 14일. 혈액형 AB형. 신장 170cm.

야나기 후미코(柳 冨美子)
목소리:이구치 유카
느긋하고 얌전한 상냥한 여학생. 체구는 작지만 먹는 것을 좋아한다. 방송부 소속으로 자주 방송을 맡고 있다. 전학한 엘리사와 금방 친해진다. 졸업 후엔 보육사가 되기 위해 단기대학에 진학한다.
생일은 11월 18일. 혈액형 B형. 신장 166cm.

엘리사 도리틀 나루세(エリサ・D・鳴瀬)
목소리:타테노 카나코
주인공이 2학년 때 진급함과 동시에 미야기현에서 전학온 전학생. 일상 회화는 센다이 사투리. 외견은 금발벽안으로 완벽한 외국인 스타일인데 부모가 귀화인으로 출생, 성장 모두 일본이기에 영어는 잘하지 못한다. 일본문화를 깊이 사랑하며 특기는 검도이며 검도부 소속.(1에서는 존재하지 않으나 소설판에서는 존재) 후미코와 사이가 좋으며 전학생이지만 1시대의 전설의 나무의 전설을 알고 있다. 졸업 후엔 일본문화를 더욱 배우기 위해 2류대학에 진학한다.
생일은 12월 15일. 혈액형 B형. 신장 166cm.

마에다 이츠키(前田 一稀)
목소리:카토 에미리
보이쉬하고 싹싹한 스포츠 소녀. 여자 축구부에 소속되어 있다. 울보. 집은 자전거 수리점이며 본인도 기계를 만지는 취미를 가지고 있는데 휴대전화 조작엔 서투르다. 하지만 주인공과 친해지면 점차 나아진다. 철들기 전에 모친과 사별하여 현재는 부친과 두 오빠와 함께 살고 있다. 요리를 잘하는 면도 있다. 미야코와는 같은 운동부이기에 사이가 좋다. 졸업 후엔 가업을 돕는다.
생일은 1월 12일. 혈액형 0형. 신장 156cm.

쿄우노 리즈미(響野 里澄)
목소리:하나자와 카나
음악에 천부적인 재능을 지녔으나 다른 것은 서투르다. 평소엔 혼자 있을 때가 많은 미스테리한 여학생. 왼손잡이. 졸업 후엔 예술전문대학에 진학한다.

오오쿠라 미야코(大倉 都子)
목소리:후쿠엔 미사토
주인공의 옆집에 사는 초등학교 때부터의 소꿉친구.(주인공은 지독한 인연이라고 한다) 특정 조건을 만족하면 공략할 수 있다. 주인공에게 여학생의 전화번호나 평가를 알려주는 정보원 역할을 맡고 있는데 공략과정을 거치게 되면 정보를 받을 수 없게 된다. 운동부의 매니저로(1학년 여름방학 전에 주인공이 운동부에 가입하면 그 부의 매니저가 된다)이츠키에게 여러가지로 조언을 해주기에 사이가 좋다. 어릴 때 있었던 일로 인하여 주인공에게 일편단심이며 등교 시에 깨워주러 오거나 도시락을 만들어 주는 등 신경쓴다. 착실하고 건사를 잘해준다. 졸업 후엔 2류대학에 진학한다.
히든캐릭터를 제외한 다른 히로인과는 달리 교내에서 유명인이라는 묘사는 존재하지 않으며 성적을 전 기간을 통틀어 99~101위이며 마라톤대회 순위도 중간이다.
부모가 키라메키 고교의 졸업생으로 졸업식 날 전설의 나무 밑에서 맺어진 커플(같은 설정을 지닌 1에서의 코시키 유카리에 이어 2번째)이기에 부모로부터 전설의 나무 이야기를 듣고선 전설의 나무와 연애에 대하여 강한 동경심을 품고 있다. 1시대의 전설을 아는 얼마 안되는 히로인 중 1명.
생일은 5월 13일. 혈액형 O형. 신장 165cm.

나나카와 루이(七河 瑠依)
목소리:미즈하시 카오리
2의 무대 히비키노 고교에 다니는 타다시의 쌍둥이 누이. 특정 조건을 만족하면 타다시로 변장하고 키라메키 고교로 등교하는 일이 생기며 이후 만남으로 공략이 가능해진다. 명랑한 성격. 상당한 매니아로 동인지 제작이나 메이드카페의 아르바이트를 하고 있다. 주인공을 "선생"이라고 부르며 이름으로 부르는 경우는 적다. 만화연구부 소속(2에는 존재하지 않음). 졸업 후엔 3류대학에 진학한다. 1시대의 전설의 나무 전설을 하는 얼마 안되는 히로인 중 1명으로 자신이 다니는 히비키노 고교의 전설의 종의 정확한 전설을 하는 얼마 안되는 인물.
"쇼 룸"에서 들을 수 있는 모노로그는 2의 오프닝 무비에서 아소 카스미가 이야기하는 모노로그와 같다.
생일은 2월 2일. 혈액형 B형. 신장 169cm.

미즈키 하루나(水月 春奈)
목소리:키쿠치 유우미
2학년 때 키라메키 고교 야간부에 입학하는 후배. 놓고간 공책을 계기로 주인공과 교환일기를 주고 받게 된다.(특정 조건을 만족해야 이벤트발생) 이 때의 펜네임은 "하루" 주간에는 파티셰가 된다는 꿈을 이루기 위해 스위트숍에서 일하고 있다. 본작의 유일한 하급생. 코오리야마 아키와 지인관계. 주인공이 졸업 후엔 야간부에 다니며 계속 스위트숍에서 일한다.
생일은 11월 9일. 혈액형 A형. 신장 150cm.

### 남성 캐릭터
코바야시 마나부(小林 学)
목소리:사카구치 다이스케
여성에 대하여 흥미진진해하는 주인공의 친구. 주인공에게 다양한 어드바이스를 해준다. 스스로 여자에 대해 잘 안다고 한다. 성적은 최상위권으로 졸업 후엔 일류대학에 진학한다.
생일은 10월 30일. 혈액형 A형. 신장 167cm

나나카와 타다시(七河 正志)
목소리:나카무라 유이치
스포츠가 특기이며 친구를 생각해주는 주인공의 친구. 루이의 쌍둥이 동생. 졸업 후엔 운동전문대학에 진학한다.
여학생에게 인기가 많으나 연애에는 흥미가 없다. 마나부에 대해서 비현실적인 딴지를 건다. 루이가 자신으로 변장하고 키라메키 고교에 잠입할 때는 학교를 쉰다.
생일은 2월 2일. 혈액형 B형. 신장 180cm

### 기타 캐릭터
코가 료헤이(古我 良平)
목소리:칸나 노부토시
주인공 반의 담임교사. 학교행사를 빼먹는 학생을 용서하지 않는 열혈교사이며 학생을 위하는 상냥한 마음의 인물이기도 하다. 자신도 키라메키 고교의 졸업생. 체육행사 따위의 이벤트를 땡땡이치면 시리즈 시스템에 관련된 딴지를 건다.

토끼(うさぎ)
목소리:후쿠엔 미사토
오오쿠라 미야코의 공략과정을 진행하면 등장하는 토끼인형.
모티브는 같은 회사의 게임 사일런트 힐 3에서 등장하는 토끼인형 로비 더 래빗. 캐릭터 디자인을 담당했던 오오즈카 아키라는 사일런트 힐의 열성팬으로 사일런트 힐 스태프와 교섭하여 본작에서 등장시킨 것이다. 관련 아이템도 사일런트 힐을 연상시키는 물건들이다.

문지기(門番)
목소리:미상
이주인가의 집사를 맡고 있는 남성. 이름은 미상. 크리스마르 파티에서 문지기를 하고 있으며 참가하는데 어울리는 용모를 갖췄는지 체크하고 있다. 1의 소토이 유키노쇼와 2의 미하라 사키노신에 상당하는 인물. 주인공의 운동 파라미터가 일정치 이상의 경우 스페셜파티를 권유한다. 또한 특정 조건을 만족하면 졸업식 날 찾아오게 된다.

류코지 타다타카(龍光寺 忠貴)
목소리:미상
카이의 특정 루트에서 등장하는 카이의 부친. 주인공과 카이의 교제를 쉽게 인정해 주지 않는다. 카이나 주인공과는 비교할 수 없을 정도의 거한이다.

짱(番長)
목소리:칸나 노부토시
특정 조건을 만족하면 졸업식 직전에 출현하는 괴력의 소유자로 불량배의 정점에 군림하는 인물. 1, 2와 동인인물인지는 불명.

### 모바일 오리지널 캐릭터
주인공
목소리:없음
플레이어 캐릭터. 본편의 주인공과는 다른 인물. 키호와는 초등학교 때부터 소꿉친구.

이노쿠라 키호(井ノ倉 葵歩)
목소리:나카하라 마이
주인공의 소꿉친구. 긍정적인 성격으로 덜렁거리는 면도 있다. 장래의 꿈은 모델. 중학교 때는 사립 코모레비 중학교에 다녔다.

이노쿠라 유이(井ノ倉 唯)
키호의 여동생. 주인공을 좋아한다. 감정기복이 심하다. 역시 사립 코모레비 중학교 출신.

아카가미 타케루(赤上 武)
주인공의 친구. 공부도 운동도 잘하며 친해져서 여학생의 정보를 얻을 수 있다. 농구부에 소속되어 있다.

### 만화판의 오리지널 캐릭터
나가이 테루아키(永井 輝明)
만화판의 주인공. 오오쿠라 미야코과는 초등학교 때부터 소꿉친구. 게임의 주인공과 마찬가지로 둔감하며 아침에 빨리 일어나지 못해 미야코가 깨우거나 교복 넥타이를 헐렁하게 매는 등 너저분한 면도 눈에 띈다. 게임의 주인공과 비슷한 입장.

## 주제가
3와 마찬가지로 굿엔딩, 베드엔딩을 각각 스위트엔딩, 비터엔딩이라 표시한다.

### 다운로드 주제가
오프닝 테마 "봄바람의 반짝임"
작사-IGA/작곡-메탈유키/편곡-후지다 호헤이(Elements Garden)/노래-호시카와 마키(오오가메 아스카)/음악제작-코나미디지털엔터태인먼트
OVA의 오프닝. 발매일인 2009년 12월 3일부터 무비가 무료서비스되고 있다.
스위트 엔딩 테마"두사람의 미래"
작사-타케오 쇼지/작사-메탈유키/편곡-후지마 진(Elements Garden)/노래-호시카와 마키(오오가메 아스카)/음악제작-코나미디지털엔터태인먼트
OVA의 엔딩. 2009년 12월 3일부터 유료서비스되고 있다.
비터 엔딩 테마"허물"
노래-코바야시 마나부(사카구치 다이스케), 나나카와 타다시(나카무라 유이치)
2009년 12월 3일부터 유료서비스되고 있다.

### 캐릭터 BGM
2009년 12월 17일부터 유상서비스
- 호시카와 마키 커스텀 BGM "Smiling"
- 사츠키 유우 커스텀 BGM "바람 속의 Jewel"
- 고도 츠구미 커스텀 BGM "로맨스 GATE"
- 오오쿠라 미야코 커스텀 BGM "What am I..."

2009년 12월 24일부터 유상서비스
- 코오리야마 아키 커스텀 BGM "In Science"
- 마에다 이츠키 커스텀 BGM "Winding Road"
- 야나기 후미코 커스텀 BGM "슈비두비Be my baby
- 엘리사 D 나루세 커스텀 BGM "린"

2010년 1월 7일부터 유상서비스
- 류코지 카이 커스텀 BGM "Complication"
- 쿄우노 리즈미 커스텀 BGM "무지개빛 음표"
- 나나카와 루이 커스텀 BGM "사랑의 팝비트"
- 미즈키 하루나 커스텀 BGM "Sweet Exchange"

모두 두근두근 메모리얼4 Character Single Box Disk 1-4에 수록

## OVA

### 두근두근 메모리얼4 ORIGINAL ANIMATION -시작의 파인더-
한정판 컴플리트 세트에 동봉된 오리지널 애니메이션. DVD판과 블루레이판이 발매되었으며 코나미스타일 통판한정으로 OVA단품 판매 및 게임&애니메이션 세트 판매.
주인공과 만나기 전의 키라메키 고교 입학식 날의 히로인들의 이야기. 서브캐릭터인 코바야시 마나부의 시점에서 이야기가 진행되며 히로인들과 만나가는 스토리. 이 때문에 게임 본편의 주인공은 초반에 잠깐 등장할 뿐으로 시간이 1학년 입학식 날이기에 본편 2학년 때 전학오는 엘리사 D 나루세는 모습만 등장한다. 또 히든캐릭터인 나나카와 루이와 미즈키 하루나가 아주 잠깐 등장한다. 넘버링 시리즈의 타이틀 작품이 OVA화 된 것은 1999년 제작된 1의 OVA이후 10년만이다.

## 관련상품

### 두근두근 메모리얼4 Character Single Box
본작의 캐릭터 이미지송을 수록한 CD5장 세트로 한정판 컴플리트 세트에 동봉되어있다. 또한 5장 세트 낱개는 코나미스타일 통판한정으로 발매되었다.

### 두근두근 메모리얼 4 보컬즈&스토리즈
캐릭터 이미지송과 바이노럴 녹음 미니드라마가 수록된 앨범. 2010년 3월 19일에 코나미스타일 한정으로 Vol.1 Vol.2 두 종류로 발매.
vol.1 이미지송
- 호시카와 마키(오오가메 아스카) "당신과 메모리얼"
- 고도 츠구미(야하기 사유리) "좋아!? 싫어!?"
- 코오리야마 아키(쇼지 우메카) "당신과 나의 chemistry"
- 미즈키 하루나(키쿠치 유우미) "꿈은 데코레이션 케이크"
- 오오쿠라 미야코(후쿠엔 미사토) "물 속의 토끼"
- 마에다 이츠키(카토 에미리) "It's Revolution"

vol.2 이미지송
- 사츠키 유우(타키타 쥬리) "일곱빛깔 Season"
- 나나카와 루이(미즈하시 카오리) "모에모에해피DAYS"
- 엘리사 D 나루세(타테노 카나코) "순정가련소녀다CHA"
- 야나기 후미코(이구치 유코) "DOKIDOKI러브모드"
- 류코지 카이(마츠우라 치에) "꿈의 길 저편"
- 쿄우노 리즈미(하나자와 카나) "Love is Melody"

## 참고서적
- 《두근두근 메모리얼 4 키라메키 워처 신생활 스타트가이드》 코나미디지털엔터태인먼트 ISBN 978-4-86155-265-6
- 《두근두근 메모리얼 4 공식 컴플리트가이드》코나미디지털엔터태인먼트 ISBN 978-4-86155-266-3
- 《두근두근 메모리얼 4 OFFICIAL ILLUSTRATIONS》코나미디지털엔터태인먼트 ISBN 978-4-86155-279-3

## 출전
- 패미통.com